# Петър Пондев
Петър Станев Пондев е български литературен критик и историк.

## Биография
Роден е на 11 юни 1914 г. в Бургас. Завършва гимназия в София (1934) и право в Софийския университет (1938).
Работи като адвокат (1940-1944), юрисконсулт на Института за обществено осигуряване (1944-1945). Директор на издателство „Младо поколение“ (1947-1948), главен редактор на издателство „Народна младеж“ (1948-1950). Директор на издателство „Български писател“ (1962-1965). Член на редакционната колегия на в. „Литературен фронт“ (от 1966). Народен деятел на изкуството и културата (1976).
Първата му публикация е статията „Пролетариат и поезия“ (в списание „Сигнал“, 1933).
Умира на 12 ноември 1984 г.
Пондев е женен за Милка Молерова.